# Mulmnadeln
Die  Mulmnadeln (Aciculidae), auch Nadelschnecken genannt, sind eine landlebende Schneckenfamilie aus der Ordnung der Architaenioglossa (Caenogastropoda). Die Familie umfasst knapp 70 rezente, insgesamt über 80 Arten, die in Europa, Nordafrika und Westasien beheimatet sind. Die ältesten Formen stammen aus dem Eozän.

## Merkmale
Die rechtsgewundenen Gehäuse sind klein bis sehr klein (1,5 bis 6 Millimeter lang bzw. hoch). Die Gehäuseform ist meist zylindrisch mit abgestumpfter Spitze. Die Oberfläche der Gehäuse ist meist glatt und glänzend, die Farbe variiert meist von hellbraun, gelbbraun bis dunkelbraun, gelegentlich auch leicht rötlich. Die Schale ist dünn und durchscheinend bis durchsichtig. Bei einzelnen Arten kennt man Anwachsstreifen und schwache Spiral- und Radialrillen. Die Naht ist scheinbar doppelt, da die Naht des vorigen Umgangs durchscheint. Es sind je nach Art etwa fünf bis sieben Umgänge im Adultstadium vorhanden. Die Mündung ist oval oder birnenförmig und oben leicht zugespitzt. Der Rand ist nach außen gebogen, häufig mit einem deutlichen Nackenwulst. Das hornige Operkulum kann verhältnismäßig tief in das Gehäuse zurückgezogen werden.
Der Körper der Tiere ist meist hell und pigmentlos. Am Kopf setzen ein Paar lange, dünne Fühler an sowie eine weit vorstreckbare, rüsselartige Schnauze. Die Radula weist sieben Zähne pro Querreihe auf. Die Augen sitzen auf kleinen Erhebungen an der Basis der Fühler. Der Fuß ist sehr schmal und weist keine Längsteilung auf. Die Geschlechter sind getrennt.

## Vorkommen und Lebensweise
Die Vertreter der Familie sind in Europa, Westasien und Nordafrika beheimatet. Viele Arten haben sehr kleine und zersplitterte Vorkommen. Platyla procax wurde bisher nur in einer einzigen Höhle in Montenegro gefunden. Sie leben hauptsächlich in Wäldern unter Laubstreu, Steintrümmern, Totholz, im Boden oder auch in Höhlen. Die Gestreifte Mulmnadel (Acicula lineata) kommt in der schweizerischen Alpen bis auf 1800 m Höhe vor. Sie ernähren sich in erster Linie von den Eiern anderer Schneckenarten.

## Systematik und Nomenklatur
Hier wird abweichend von den Empfehlungen von Jungbluth und von Knorre (2008), die den Namen Nadelschnecken empfehlen, der Trivialname Mulmnadeln benutzt (cf. Fechter & Falkner). Die Autoren der wissenschaftlichen Website „Molluscs of Central Europe“ raten sogar nachdrücklich von der Verwendung des Begriffs Nadelschnecken für diese Familie ab. Der deutsche Trivialname Nadelschnecke(n) wird nämlich auch für die im Meer lebende Familie der Cerithiidae gebraucht. Auch die auf dem Land lebende Blindschnecke (Cecilioides acicula) wurde gelegentlich als Nadelschnecke bezeichnet; ebenso hießen früher Arten der marinen Gattung Terebra Nadelschnecken.
Die Familie der Mulmnadeln (Aciculidae) umfasst derzeit vier Gattungen und über 80 Arten.
- Acicula Hartmann, 1821
- Platyla Moquin-Tandon, 1856
- Renea Nevill, 1880
- Menkia Boeters, Gittenberger & Subai, 1985

Der Name des Taxon hat eine komplizierte nomenklatorische Geschichte hinter sich. Acicula Hartmann, 1821 ist nämlich strikt genommen präokkupiert durch Acicula Renier, 1807 und wäre damit ungültig (und der Familienname Aciculidae ebenso). Acicula Renier, 1807 wurde jedoch durch eine Entscheidung der Internationalen Kommission für Zoologische Nomenklatur unterdrückt und auf die Offizielle Liste zurückgewiesener und unterdrückter Namen in der Zoologie gesetzt. Entsprechend wurde der Familienname Aciculidae auf die Offizielle Liste der Namen der Familiengruppe in der Zoologie gesetzt.

## Belege